# Biografisch Woordenboek van het Socialisme en de Arbeidersbeweging in Nederland
Het Biografisch Woordenboek van het Socialisme en de Arbeidersbeweging in Nederland (BWSA) is een biografisch woordenboek, waarin biografieën van personen die in de geschiedenis van de Nederlandse arbeidersbeweging en het socialisme een rol hebben gespeeld, zijn verzameld.

## Geschiedenis
Vanaf 1953 verschenen in het Mededelingenblad van de Sociaal-historische studiekring, de voorloper van de Nederlandse vereniging tot beoefening van de sociale geschiedenis, en later in de opvolgers van dat blad, biografieën van personen die een rol gespeeld hadden in het socialisme en de arbeidersbeweging van Nederland. In 1986 kwam het eerste deel uit van wat een verzameling zou worden van zes delen met biografieën in boekvorm; het werden uiteindelijk negen boekdelen. Daarbij gaf de redactie aan dat het hier niet ging om een bundeling van die eerder in tijdschrift verschenen levensbeschrijvingen, maar bewerkte hetzij nieuwe biografieën van personen van wie de redactie meende dat die ook een plaats zouden moeten vinden in het BWSA. Het initiatief hiertoe ging uit van dr. P.J. Meertens (1899-1985) die echter de verschijning van het eerste deel niet meer zou meemaken. Hij wordt uit waardering door de redactie wel genoemd als eerste redacteur; het eerste deel bevat daarom ook een korte biografische schets van Meertens, geschreven door historicus Ger Harmsen (1922-2005).

### Inhoud
Het woordenboek verscheen tussen 1986 en 2003 in boekvorm in negen boekdelen. Sinds 2003 worden aanvullingen alleen nog digitaal gepubliceerd. Het BWSA is een project van het Internationaal Instituut voor Sociale Geschiedenis (IISG) te Amsterdam.
In december 2014 bevatte de digitale versie van het BWSA 594 biografieën.